# اسمیت ویل (جورجیا)
اسمیت ویل، جورجیا (به انگلیسی: Smithville, Georgia) یک شهر در ایالات متحده آمریکا با جمعیت ۷۷۴ نفر است که در جورجیا واقع شده‌است.

## موقعیت جغرافیایی
موقعیت جغرافیایی شهرها و مناطق اطراف به شرح زیر است: